# Nederlands kampioenschap marathon 2019
Het Nederlands kampioenschap marathon vond plaats op 20 oktober 2019. Het was de tachtigste keer dat de Atletiekunie het Nederlands kampioenschap marathon organiseerde met als inzet de nationale titel op de marathon. De wedstrijd vond plaats in Amsterdam tijdens de marathon van Amsterdam.
Nederlands kampioen 10 km bij de mannen werd Abdi Nageeye en bij de vrouwen won Bo Ummels de titel.

## Uitslagen

### Mannen
| Rang   | Atleet            | Vereniging          | Tijd    |
| ------ | ----------------- | ------------------- | ------- |
| Goud   | Abdi Nageeye      | AV Cifla            | 2:07.39 |
| Zilver | Frank Futselaar   | AV de Liemers       | 2:14.06 |
| Brons  | Roel Wijmenga     | Atletiek Maastricht | 2:19.55 |
| 4      | Mike Teekens      | Haag Atletiek       | 2:22.20 |
| 5      | Luuk Metselaar    | AV de Liemers       | 2:22.50 |
| 6      | Remyo Tielsema    | AV Phanos           | 2:23.36 |
| 7      | Nick van der Poel | ARV Ilion           | 2:23.38 |
| 8      | Bas Stigter       | LG Aart Stigter     | 2:25.03 |
| 9      | Sten Stoltenborg  | AV Haarlemmermeer   | 2:27.17 |
| 10     | Imo Muller        | AAC                 | 2:27.40 |
| 13     | Patrick Kwist     | Rotterdam Atletiek  | 2:32.18 |

### Vrouwen
| Rang   | Atleet           | Vereniging          | Tijd    |
| ------ | ---------------- | ------------------- | ------- |
| Goud   | Bo Ummels        | AV Unitas           | 2:32.34 |
| Zilver | Miranda Boonstra | Nijmegen Atletiek   | 2:45.58 |
| Brons  | Mirjam Koersen   | GAC Hilversum       | 2:51.55 |
| 4      | Mirte Leloup     | Ned. Triathlon Bond | 2:54.36 |
| 5      | Loes Verstappen  | Tilburg RR          | 2:58.13 |